# Brooklyn Nets 2014-2015
La stagione 2014-15 dei Brooklyn Nets fu la 39ª nella NBA per la franchigia.
I Brooklyn Nets arrivarono terzi nella Atlantic Division della Eastern Conference con un record di 38-44. Nei play-off persero al primo turno con gli Atlanta Hawks (4-2).

## Roster
| N° | Naz.                            | Ruolo | Sportivo         | Anno | Alt. | Peso |
| -- | ------------------------------- | ----- | ---------------- | ---- | ---- | ---- |
| 0  | Stati Uniti (bandiera)          | G     | Jarrett Jack     | 1983 | 191  | 92   |
| 1  | Stati Uniti (bandiera)          | A     | Mason Plumlee    | 1990 | 208  | 107  |
| 2  | Stati Uniti (bandiera)          | AC    | Kevin Garnett    | 1976 | 211  | 100  |
| 6  | Stati Uniti (bandiera)          | A     | Alan Anderson    | 1982 | 198  | 100  |
| 7  | Stati Uniti (bandiera)          | GA    | Joe Johnson      | 1981 | 201  | 109  |
| 8  | Stati Uniti (bandiera)          | G     | Deron Williams   | 1984 | 191  | 95   |
| 9  | Giamaica (bandiera)             | C     | Jerome Jordan    | 1986 | 213  | 115  |
| 10 | Russia (bandiera)               | G     | Sergej Karasëv   | 1993 | 201  | 92   |
| 11 | Stati Uniti (bandiera)          | C     | Brook Lopez      | 1988 | 213  | 118  |
| 13 | Messico (bandiera)              | G     | Jorge Gutiérrez  | 1988 | 191  | 87   |
| 14 | Stati Uniti (bandiera)          | G     | Darius Morris    | 1991 | 193  | 86   |
| 20 | Stati Uniti (bandiera)          | A     | Brandon Davies   | 1991 | 208  | 109  |
| 21 | Stati Uniti (bandiera)          | A     | Cory Jefferson   | 1990 | 206  | 99   |
| 22 | Stati Uniti (bandiera)          | G     | Markel Brown     | 1992 | 191  | 86   |
| 30 | Stati Uniti (bandiera)          | A     | Thaddeus Young   | 1988 | 203  | 100  |
| 33 | Bosnia ed Erzegovina (bandiera) | A     | Mirza Teletović  | 1985 | 203  | 107  |
| 44 | Croazia (bandiera)              | A     | Bojan Bogdanović | 1989 | 201  | 98   |
| 47 | Russia (bandiera)               | A     | Andrej Kirilenko | 1981 | 206  | 100  |
| 55 | Stati Uniti (bandiera)          | A     | Earl Clark       | 1988 | 208  | 102  |

## Staff tecnico
- Allenatore: Lionel Hollins
- Vice-allenatori: Paul Westphal, Tony Brown, Joe Wolf, John Welch, Jay Humphries
- Advance scout: Jim Sann
- Preparatore atletico: Tim Walsh
- Assistenti preparatori atletici: Lloyd Beckett, Ale Oliveira